# Raïon de Tougour-et-Tchoumikan
Le raïon de Tougour-et-Tchoumikan (en russe : Тугу́ро-Чумика́нский райо́н, Tougouro-Tchoumikanski raïon) est une subdivision administrative (raïon) et une municipalité (raïon municipal) du kraï de Khabarovsk, en Russie. Le raïon fait partie de la région d'Extrême-Orient russe. Son centre administratif est le village de Tougour-et-Tchoumikan, et il compte en tout 9 localités, réparties dans 5 municipalités. Sa population s'élevait à 1 860 habitants en 2023.